# Joel Robles
Joel Robles Blázquez (* 17. června 1990 Getafe) je španělský profesionální fotbalový brankář, který chytá za anglický klub Leeds United FC. Je také bývalým španělským mládežnickým reprezentantem.

## Reprezentační kariéra
Joel Robles reprezentoval Španělsko v mládežnických kategoriích. 

Zúčastnil se Mistrovství Evropy hráčů do 21 let v Izraeli, kde Španělé získali zlaté medaile po finálové výhře 4:2 nad vrstevníky z Itálie.